# Cissé Salif
Cissé Salif (ur. 7 kwietnia 1971 w Yélimané) – malijski bokser kategorii ciężkiej.

## Kariera zawodowa
Jako zawodowiec zadebiutował 26 maja 1998 roku. Do końca 2004 roku stoczył 20 walk, z których 14 wygrał, 4 przegrał i 2 zremisował. W trakcie tego okresu pokonał go m.in. Ray Austin czy Sherman Williams.
21 października 2005 roku zmierzył się w 10-rundowym pojedynku z Davidem Tuą. Po świetnej i wyrównanej walce, niejednogłośnie na punkty zwyciężył Tua.
4 marca 2006 roku zmierzył się z byłym mistrzem świata wagi ciężkiej, Henrym Akinwande. Akinwande zwyciężył jednogłośnie na punkty (118-108, 118-109, 116-110), mając Salifa na deskach w 3. rundzie. 18 sierpnia zmierzył się z niepokonanym Amerykaninem Damianem Willsem. W 8-rundowym pojedynku Malijczyk przegrał jednogłośnie na punkty (73-78, 74-77, 74-77), dostając ostrzeżenie od sędziego w 5. rundzie.
14 marca 2008 roku zmierzył się w 8-rundowym pojedynku z Odlanierem Solísem. Salif przegrał jednogłośnie na punkty, ale walkę przyjął zaledwie z 12-dniowym wyprzedzeniem, gdyż pierwotnie rywalem Solísa miał być Bruce Seldon. 13 grudnia pokonał go jednogłośnie na punkty w 10-rundowym pojedynku Eddie Chambers.
24 maja 2011 roku pokonał jednogłośnie na punkty, Nigeryjczyka Fridaya Ahunanyę. 14 października zmierzył się z byłym pretendentem do mistrzostwa świata, Alexandrem Petkovićem. Salif niespodziewanie dominował w pojedynku, dwukrotnie posyłając rywala na deski w czwartej rundzie. Walka została kontrowersyjnie zakończona w 6. rundzie, gdy Petković po raz kolejny znalazł się na deskach, sygnalizując cios poniżej pasa i sędzia zdyskwalifikował Salifa.